# 迪布羅瓦 (舍普季茨基區)
50°18′20″N 23°51′29″E / 50.30556°N 23.85806°E
迪布羅瓦（烏克蘭語：Діброва），是烏克蘭的城鎮，位於該國西部利沃夫州，由舍普季茨基区貝爾茲市鎮負責管轄，面積5.36平方公里，海拔高度218米，2001年人口630，人口密度每平方公里117.54人。